# Cornelia Hanisch
Cornelia Hanisch (n. 12 iunie 1952, Frankfurt am Main, RFG) este o scrimeră germană, medaliată olimpică. A participat la 2 ediții ale Jocurilor Olimpice (1976, 1984) în care a câștigat o medalie de argint.